# دوبري بولتون
دوبري بولتون (بالإنجليزية: Dupree Bolton)‏ هو عازف جاز أمريكي، ولد في 3 مارس 1929 في أوكلاهوما سيتي في الولايات المتحدة، وتوفي في 5 يونيو 1993.

## وصلات خارجية
- دوبري بولتون على موقع ميوزك برينز (الإنجليزية)
- دوبري بولتون على موقع أول ميوزيك (الإنجليزية)
- دوبري بولتون على موقع ديسكوغز (الإنجليزية)